# Dimitrios Pandermalis

Dimitrios Pandermalis

Dimitrios Pandermalis (griechisch Δημήτριος Παντερμαλής, geboren 1940 in Thessaloniki; gestorben 14. September 2022) war ein griechischer Klassischer Archäologe.

## Leben
Dimitrios Pandermalis studierte zunächst Geschichte, Klassische Archäologie und Germanistik an der Aristoteles-Universität Thessaloniki und setzte nach dem Abschluss 1965 sein Studium der Klassischen Archäologie an der Albert-Ludwigs-Universität Freiburg fort. Dort wurde er 1968 bei Walter-Herwig Schuchhardt mit der Arbeit Untersuchungen zu den klassischen Strategenköpfen promoviert.
Anschließend wurde er Assistent am Museum der Gipsabgüsse der Universität Thessaloniki, an der er zudem ab 1969 Lehrveranstaltungen abhielt. Zunächst Assistenzprofessor, wurde er 1979 auf den Lehrstuhl für Klassische Archäologie der Universität Thessaloniki berufen. Neben der Lehre, in der er das Fach umfassend abdeckte, leitete er ab 1973 die Ausgrabungen in Dion.
Das Engagement Pandermalis’ ging weit über sein Fach hinaus und ist sowohl kulturell als auch politisch ausgerichtet. Er war Präsident des Staatstheaters Nordgriechenland, er war Ehrenpräsident der internationalen Stiftung „Alexander der Große“ und der „Telloglion Art Foundation“. Als Thessaloniki 1997 Kulturhauptstadt Europas war, kuratierte Pandermalis die Ausstellung Alexander the Great and the East („Alexander der Große und der Osten“). Für die Alexander-Onassis-Stiftung war er 2004 Kurator der New Yorker Ausstellung Alexander the Great. Treasures from an Epic Era of Hellenism („Alexander der Große. Schätze eines epischen Abschnitts des Hellenismus“). Sein politisches Engagement führte ihn von 1996 bis 2000 ins Griechische Parlament. Im Jahr 1999 wählte man ihn zum Ausschussvorsitzenden für Angelegenheiten der Auslandsgriechen.
Das griechische Kabinett unter Konstantinos Simitis übertrug ihm im Jahr 2000 die Leitung des Organisationskomitees für den Bau des seit Jahrzehnten im Planungsverfahren steckenden neuen Akropolismuseums. Der Neubau wurde 2007 fertiggestellt, Pandermalis 2009 zum Leiter des Museums berufen.
Dimitrios Pandermalis war Mitglied der Archäologischen Gesellschaft zu Athen und des Deutschen Archäologischen Instituts.

## Schriften
- Untersuchungen zu den klassischen Strategenköpfen. Dissertation Freiburg i. Br. 1968
- Η κεράμωση του ανακτόρου της Βεργίνας („Die Keramik aus dem Palast von Vergina“). Aristoteles-Universität Thessaloniki, Thessaloniki 1985.
- Dion. Archäologische Stätte und Museum. Adam, Athen 1997, ISBN 960-500-082-2.
- Discovering Dion. Adam, Athen 2000, ISBN 978-960-500-337-1.
- mit Stamatia Eleftheratou und Christina Vlassopoulou: Akropolis Museum. Guide. acropolis museum editions, Athen 2014, ISBN 978-618-5120-01-6.